# Stilomysis camtschatica
Stilomysis camtschatica är en kräftdjursart som beskrevs av Marukawa 1928. Stilomysis camtschatica ingår i släktet Stilomysis och familjen Mysidae. Inga underarter finns listade i Catalogue of Life.